# Carreras de relevos
Una carrera de relevos o carrera de posta es una carrera en la que los miembros de un equipo deben turnarse para realizar una misma actividad. En el caso de las carreras a pie, es común que los competidores de cada equipo deban pasar un testigo. En deportes de relevo las cuales son: correr, orientación, natación, esquí de fondo, biatlón, patinaje sobre hielo por partes de un circuito o realizar una determinada acción. Las carreras de relevo toman su forma de carreras profesionales y juveniles. En los Juegos Olímpicos hay, varios tipos de carreras de relevo que forman parte de la categoría de atletismo.

## Relevo en atletismo

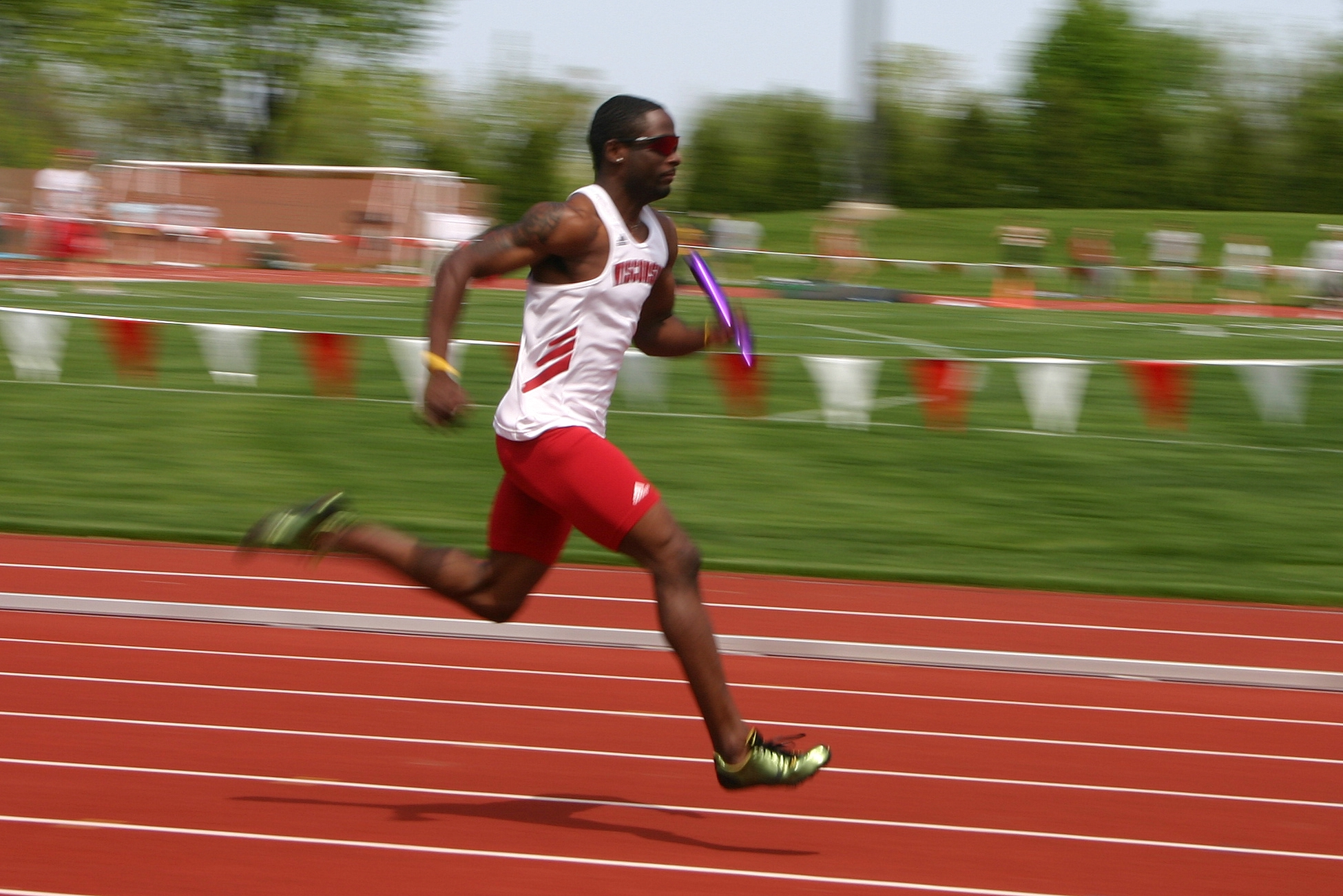
Corredor de carreras de relevo con el testigo en la mano.

En atletismo, las carreras de relevo son carreras a pie para equipos de cuatro o más, en las que un corredor recorre una distancia determinada, luego pasa al siguiente corredor un tubo llamado Testigo o Estafeta y así sucesivamente hasta que se completa la distancia de la carrera.
Las distancias olímpicas son 4 x 100 m y 4 x 400 m. También son oficiales las de 4 x 200, 4 x 800 y 4 x 1500 m. En categorías inferiores y en algunas pruebas, se realiza el relevo sueco, donde se realizan relevo de 100, 200, 300 y 400 metros completando un kilómetro de carrera.
En la carrera de 4 x 100, el récord mundial masculino es del equipo nacional de Jamaica, con una marca de 36,84 segundos, realizada en los Juegos Olímpicos de Londres 2012, y el de las mujeres es del equipo nacional de EUA con un tiempo de 40,82 segundos en los Juegos Olímpicos de Londres 2012.

### Reglas y estrategia
Cada corredor debe ceder el testimonio o testigo al siguiente corredor en una zona determinada, por lo general marcada por triángulos en la pista. En los relevos en velocidad, los corredores suelen utilizar un "traspaso a ciegas", donde el segundo corredor, se encuentra en un punto predeterminado y se pone en marcha cuando el primer corredor pasa por una marca visual en la pista (por lo general un triángulo más pequeño). El corredor que entrega este primer relevo avisará con un grito "mano" a su compañero que está corriendo por la zona, cuando se sitúe a unos dos metros y medio. La señal servirá a su compañero para que lleve su brazo hacia atrás para recibir el testigo. El corredor que entrega el testigo depositará él mismo sobre la mano de su compañero que estará bien extendida hacia atrás. El receptor, con un movimiento rápido de muñeca llevará el testigo hacia delante.
La técnica básica de la carrera de relevo sería la de recibir y entregar a mano cambiada. El primer relativista saldrá con el testigo en la mano derecha, corriendo por el interior de la curva. Su compañero le esperará al final de la primera curva en la parte derecha de la calle. 

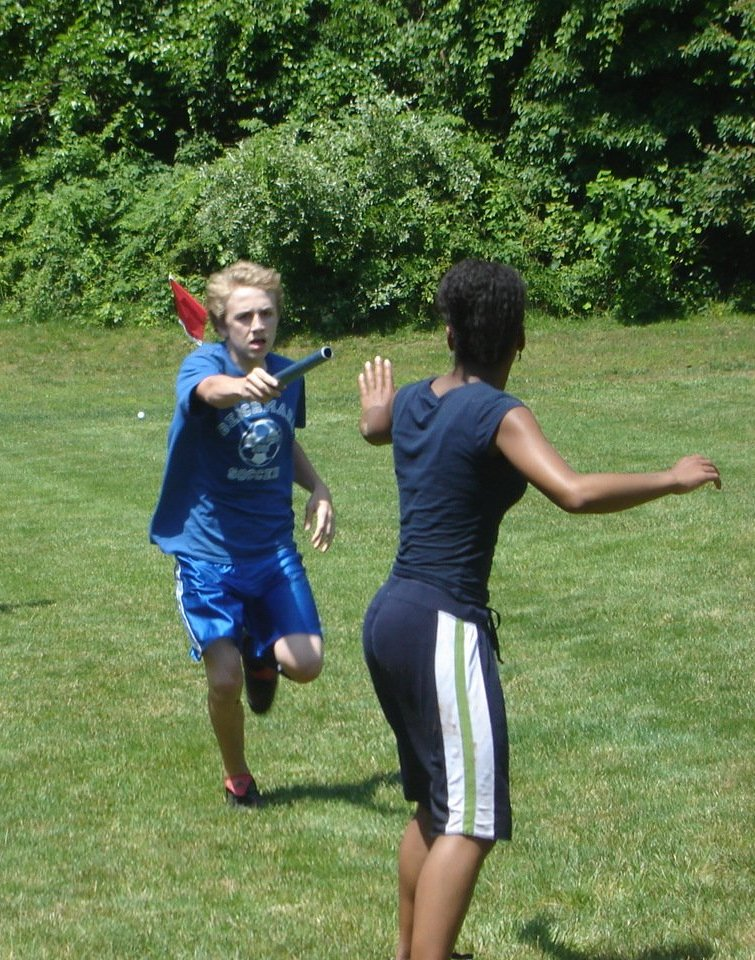
Dos corredores se preparan para intercambiar el testigo.

Un equipo puede ser descalificado por:
- Dejar caer el testigo (se puede recoger si el rival ya pasó o está lejos para no obstaculizar)
- Hacer un inadecuado intercambio de relevo
- Salida en falso
- Adelantar a otro competidor incorrectamente
- Evitar el paso de otro competidor
- Obstaculizar intencionalmente, o de cualquier otra forma interferir con otro competidor
- Pasar con la mano equivocada el testigo

Basado en la velocidad de los corredores, la estrategia de los profesionales en un equipo de 4 corredores es: el primero más rápido, el segundo más rápido, el tercero más lento y luego el último (el cuarto corredor) más rápido (ancla). El objetivo principal es pasarse el testigo a la mayor velocidad posible.                                                                  
El testigo pasa del corredor que lo entrega al que recibe cuando este último ya ha comenzado a correr, continuando el receptor la carrera.

## Testigo
El testigo es una barra cilíndrica que se utiliza en las carreras de relevo o postas. Tiene una longitud de 30 centímetros, un diámetro de 12 milímetros y un peso mínimo de 50 gramos. Es liso y hueco. 
Los corredores de un mismo equipo corren por turnos, y al acabar el turno de cada uno debe pasar el testigo al siguiente corredor en una zona de cambio habilitada para ello, de 20 metros de largo. El testigo ha de entregarse de mano a mano.
Llevar el testigo es necesario para poder ganar la carrera. Por ello, el momento del pase del testigo de un atleta a otro suele ser muy importante para no perder tiempo en la carrera.

#### Formas de entrega
Las técnicas de entrega son tres:
- Ascendente: El deportista que entrega el testigo, realiza un movimiento ascendente del brazo para entregar el testigo. Aquel que recibe, extiende el brazo hacia atrás con la palma de la mano hacia abajo en forma de "V" invertida.

- Descendente: En esta técnica, el atleta entrega el testigo realizando un movimiento descendente de la mano para hacer la entrega del testigo. El deportista que recibe debe tener la palma de la mano hacia arriba en forma de "V".

- "Choque": En esta técnica, el atleta entrega el testigo realizando un movimiento frontal hacia la mano del otro corredor para hacer la entrega del testigo. El deportista que recibe debe tener la palma de la mano en dirección hacia el corredor que va a entregar el testigo, el brazo alineado con el hombro y el codo flexionado con la mano para abajo.

### Relevos de fondo
Además de los relevos de pista, existen carreras de relevos de fondo. Por ejemplo el Campeonato Mundial de Relevos en Ruta se disputó desde 1986 hasta 1998, con equipos de seis corredores turnándose para completar los 42,195 km de maratón.
También se realizan carreras de relevos por etapas, como la Prince Takamatsu Cup Nishinippon Round-Kyūshū Ekiden, disputada en Japón desde 1951 hasta 2013, que tenía un recorrido de 1.064 km a lo largo de la isla de Kyushu.

## Relevo en natación
Un relevo en natación de cuatro nadadores, por lo general, sigue esta estrategia: el segundo más rápido, el tercero más rápido, el más lento, y luego el más rápido (ancla). Sin embargo, no es raro ver que el más lento en la segunda posición, dejándolo de la siguiente manera: el segundo más rápido, el más lento, el tercero más rápido, y por último el más rápido, o una ascendente: el más lento, el tercero más rápido, el segundo más rápido y como siempre el último el más rápido.
Actualmente existen tres categorías Olímpicas de relevo en natación:
- 4x100 m libre
- 4x200 m libre
- 4x100 m estilos.

También existen los 4x50 m libre y 4x50 m estilos.
Los relevos de estilos son donde cuatro nadadores nadan los estilos espalda, pecho, mariposa y crol en ese orden.